# Doliolum denticulatum
Doliolum denticulatum är en ryggsträngsdjursart som beskrevs av Jean René Constant Quoy och Joseph Paul Gaimard 1834. Doliolum denticulatum ingår i släktet Doliolum och familjen tunnsalper. Inga underarter finns listade i Catalogue of Life.